# Väärään suuntaan
Väärään suuntaan – singel fińskiej piosenkarki Jenni Vartiainen wydany 1 lutego 2018 roku przez Warner Music Finland. Singel został odnotowany na czwartym miejscu fińskiej listy przebojów.

## Lista utworów
- Digital download (1 lutego 2018)[1]

1. „Väärään Suuntaan” – 4:31

## Wydanie
Singel został wydany 1 lutego 2018 roku przez Warner Music Finland, wtedy został opublikowany również 30 sekundowy fragment utworu.

## Pozycje na listach
| Państwo   | Lista (2018)   | Najwyższa pozycja |
| --------- | -------------- | ----------------- |
| Finlandia | Top 20 Singles | 4                 |